# Studienka
Studienka (in ungherese Szentistvánkút, in tedesco Hausbrunn) è un comune della Slovacchia facente parte del distretto di Malacky, nella regione di Bratislava.
Ha dato i natali al celebre soprano Margita Česányiová.